# 로베르 1세 (서프랑크)
로베르투스 1세 혹은 로베르 1세 (Robert I, 860년 또는 866년 8월 15일 ~ 923년 6월 15일)은 서 프랑크 왕국의 왕 (922년 – 923년)이었다. 느스트리 백작 로베르 르 포르와 신성 로마 제국 황제 루트비히 1세 경건왕의 딸 아델라이드의 아들로, 파리의 백작이자 서프랑크의 왕이 된 외드의 아우였다. 885년 형 외드와 함께 바이킹족의 침입에 대항하여 파리를 지킨 것을 인정받아 후에 귀족들에 의해 서프랑크의 국왕으로 추대되었다.
국왕으로 즉위하기 전에는 파리, 앙주, 오세르, 느베르, 투르, 브르타뉴의 백작이자, 네우스트리아(느스트리)의 후작이었다.
서프랑크 왕국을 침략하던 바이킹을 격퇴하여 명성을 얻었다. 898년 형 외드의 사후 왕위를 주장하지 않고 샤를 3세 단순왕의 가신이 되었으나 그가 바이킹을 여러번 격퇴하게 되면서 명성을 쌓았다. 922년 왕으로 추대되었으나 샤를 3세 단순왕의 군대와 싸우던 중, 샤를 3세 단순왕의 자객에 의해 암살되었다. 후임자 라울은 그의 사위였다.

## 생애
로베르는 네우스트리아와 앙주의 백작인 로베르 4세 강철공의 아들이었다. 어머니는 루이 경건왕의 딸 아델라이드였다. 또한 그는 첫 부인 엘리스 사후 890년 베르망두아 백작 헤르베르트 1세의 딸 베아트릭스(Béatrice)와 결혼했다. 베아트릭스의 친정아버지 헤르베르트 1세 역시 샤를마뉴의 후손으로, 샤를마뉴의 아들인 롬바르디아 왕 피피노 카를로만의 손자 피핀의 아들이었다. 한편 로베르 1세는 나중에 자신의 첫 부인 엘리스에게서 얻은 딸 아델라이드를 다시 후처 베아트릭스의 남동생인 뫼욱스와 수아송의 백작 헤르베르트 2세에게 시집보냈다. 두번째 결혼에서 얻은 아들이 바로 위그 르 그랑으로 위그 카페의 아버지가 된다.
그의 아버지 로베르 르 포르는 866년 9월 15일 브리사트의 전투에서 바이킹족을 상대하다가 전사했다. 아버지 로베르 르 포르의 네우스트리아 백작, 파리 백작 등의 직위는 우선 그의 형 외드가 계승하였다. 그는 네우스트리아 대주교이자 수도원장 위그에 의해 쾰른 수도원장에 임명되었다. 한편 아버지 로베르 강철공의 브르타뉴브레톤변경백작직은 수도원장공 우고(hugh the Abbot)가 맡았다가 886년 5월 12일 수도원장공 우고가 사망하자 로베르 1세가 차지하게 되었다.
로베르는 885년 형 외드와 함께 바이킹의 침입에 대항하여 파리를 지켰다. 885년 비만왕 카를 3세에 의해 파리 백작에 임명되었다. 그밖에도 로베르는 앙제와 투르, 오를레앙의 영지를 소유하고 있었다. 그의 형 외드에게 적자가 없었으므로 파리 백작 작위는 그에게 넘겨주었는데, 파리백작 작위는 후일 카페 왕조와 발루아 왕조, 부르봉 왕조까지 별다른 작위가 없는 후손들에게 세습되었다.

922년 무렵 로베르의 영토

외드가 서 프랑크 왕국의 왕으로 추대되자 로베르는 파리의 백작등 많은 지역의 영주가 되었다. 또한 외드가 보유하고 있던 마몬티에 대수도원(Abbazia de Marmoutier)의 원장에도 임명되었다. 자녀가 없던 형 외드는 느스트리아와 파리 등을 모두 그에게 주었다. 그밖에도 형 외드는 서프랑크 왕국의 국왕으로 재직 중 동생 로베르 1세에게 푸아티에를 주었다. 898년 외드가 죽었을 때 외드에게는 자녀가 없었는데, 이때 로베르는 자신의 왕위 계승권을 주장하지 않았고 카롤링거 왕조의 샤를 3세 단순왕을 왕으로 인정하고 그의 가신이 되었다. 외드는 샤를 3세 단순왕을 자신의 후계자로 승인했는데, 일설에는 로베르 1세의 부인 베아트릭스 역시 샤를마뉴 대제의 후손인 점을 보고 로베르 1세를 후계자로 내정했다고 한다. 일단 로베르는 왕위 계승권을 주장하지 않고 샤를 3세 단순왕에게 양보하였다.
로베르는 계속 바이킹족의 침입에 맞서 프랑크 왕국의 북부에서 싸웠으며 911년 샤르트르 전투에서 바이킹족에게 대승을 거두어 샤를 3세가 생클레르쉬레프트 조약을 체결할 수 있도록했는데 이 조약에 따라 샤를은 바이킹족을 왕국의 북부 즉 노르망디에 거주하도록 하는 대신 그들을 가톨릭으로 개종시켰다.
바이킹족의 격퇴로 로베르의 명성은 계속 높아졌고 강력한 귀족이 되었다. 샤를 3세가 로타링기아를 복속하고 로타링기아의 귀족들을 우대하는 정책을 펴자 로베르를 중심으로 한 네우스트리아의 귀족들이 반란을 일으켰고 922년 6월 22일 샤를 3세가 탈출했다. 922년 6월 29일 혹은 6월 30일 랭스에서 로베르를 새로운 왕으로 선출했고 대주교 고티에(Gautier)와 상스의 발트(Walter de Sen)에 의해 왕관을 받았다. 샤를 3세 단순왕은 반발했고 곧 내전이 벌어졌다. 한편 샤를 3세 단순왕를 사로잡을 수 있었으나 샤를 3세 단순왕은 로트링겐 귀족들의 도움을 받아 로트링겐으로 도주했다.
923년 6월 15일 샤를 3세 단순왕의 지지자들은 군사를 일으켰고, 수아송 부근에서 벌어진 전투에서 로베르 1세의 군대는 샤를의 군대와 싸워 이겼으나 로베르 1세는 수아송에서 칼 또는 창에 맞아 전사했다. 평소 병사들의 눈에 잘 띄기 위해서인 듯 흰 수염을 투구 밖으로 드러낸 것이 원인이었다. 그에게 칼을 던진 이는 백작 풀베르트(Fulbert)라는 설과 샤를 3세 단순왕이 던진 창에 찔려 죽었다는 설이 있다. 샤를 3세 단순왕은 바로 로트링겐으로 되돌아갔지만, 일설에는 샤를 3세 단순왕이 보낸 자객에 의해 암살됐다고 한다.
로베르 1세의 아들 위그 르 그랑은 왕위 계승권을 요구하지 않았고, 923년 7월 13일 그의 사위인 부르군트 출신 라울이 서프랑크의 왕으로 즉위했다. 후에 그의 손자인 위그 카페가 카페 왕조를 세웠다.

### 사후
위그 르 그랑은 필사적으로 싸워 샤를 3세 단순왕의 군사들은 바로 수아송에서 퇴각하였다. 그의 아들 위그 르 그랑은 일단 로베르 1세 지지파들의 왕관 제의를 사양했고, 대신 로베르 1세의 사위 라울이 계승했다.
로베르 1세는 사후 성 콜롬베 수도원에 묻혔다. 콜롬베 수도원은 620년 클로타르 2세에 의해 설립된 곳이다. 그러나 프랑스 대혁명 기간 중 수도원은 파괴되고 그의 무덤과 시신은 실종되었다. 1842년 그의 무덤을 찾으려 했으나 실패하고, 1853년 수도원 근처 토굴에서 여러 무덤이 발굴되었지만 그 중 어떤 것이 그의 무덤인지는 확인되지 않았다.

## 가족 관계
- 부인 : 메인의 엘리스(907년 이전 사망)
- 부인 : 베아트릭스 드 베르망두아
  - 딸 : 아델라(895년 - 931년), 베르망두아 백작 헤르베르트 2세와 결혼
  - 딸 : 엠마(Emma, 932년 11월 2일 사망), 부르고뉴 공작 라울과 결혼
  - 아들 : 위그 르 그랑(898년? - 956년 6월 16일), 위그 카페의 아버지
  - 딸 : 리첼다(Richilde)

## 기타
그의 처가인 헤르베르티언 가문은 카롤링거 왕조의 분가였으나, 818년 베른하르트가 경건왕 루트비히에 의해 장님이 된 뒤 살해됐으므로 경건왕 루트비히에게 원한을 품고 있었으며, 그가 사위였으므로 로베르의 즉위를 적극 지지하였다.

## 같이 보기
- 외드
- 로베르 르 포르
- 카롤링거 왕조
- 헤르베르터 왕조
- 로베르티안 가
- 헤르베르트 1세

## 관련 문헌
- Olivier Guillot (dir.) et Robert Favreau (dir.), Pays de Loire et Aquitaine de Robert le Fort aux premiers Capétiens : actes du colloque scientifique international tenu à Angers en septembre 1997, Poitiers, Société des antiquaires de l'Ouest, coll. « Mémoires de la Société des antiquaires de l'Ouest et des musées de Poitiers / 5e » (no 4), 1997, 266 p. (présentation en ligne [archive]), [présentation en ligne [archive]].
- Stéphane Lecouteux, « Le contexte de rédaction des Annales de Flodoard de Reims (919-966) : Partie 1 : une relecture critique du début des Annales à la lumière de travaux récents », Le Moyen Âge, De Boeck, t. 116, no 1, 2010, p. 51-121 (lire en ligne [archive]).
- Jean Dufour (Hrsg.): Recueil des actes de Robert Ier et de Raoul, rois de France (922–936). Imprimerie Nationale u. a., Paris 1978 (Chartes et diplomes relatifs a l'histoire de France).
- Stéphane Lecouteux, « Le contexte de rédaction des Annales de Flodoard de Reims (919-966) : Partie 2 : présentation des résultats de la relecture critique du début des Annales », Le Moyen Âge, De Boeck, t. 116, no 2, 2010, p. 283-318 (lire en ligne [archive]).
- Karl Ferdinand Werner (sous la direction de Jean Favier), Histoire de France, t. 1 : Les origines : avant l'an mil, Paris, Librairie générale française, coll. « Références » (no 2936), 1992 (1re éd. 1984, Fayard), 635 p. (ISBN 2-253-06203-0).
- Philippe Lauer: Robert Ier et Raoul de Bourgogne. Rois de France (923–936). Champion, Paris 1910, (Bibliothèque de l'École des Hautes Études - Sciences philologiques et historiques 188, ISSN 0761-148X), (grundlegende Untersuchung; online hier).
- Walther Kienast: Die fränkische Vasallität. Von den Hausmeiern bis zu Ludwig dem Kind und Karl dem Einfältigen. Herausgegeben von Peter Herde. Klostermann, Frankfurt am Main 1990, ISBN 3-465-01847-8(Frankfurter wissenschaftliche Beiträge - Kulturwissenschaftliche Reihe 18).

| 전임 샤를 3세 | 서 프랑크의 왕 922년 - 923년 | 후임 라울 |